# Dilipa morgiana
Dilipa morgiana es una especie de lepidópteros de la familia Nymphalidae. Es originario de India (Arunachal Pradesh, Assam, Himachal Pradesh, Jammu y Kashmir, Nagaland, Sikkim, Uttaranchal), Nepal, norte de Birmania y Vietnam.

## Descripción
Tiene una envergadura de 70-82 mm. En los adultos abunda el color dorado con un amarillo dorado y una banda media post-discal. Hay tres generaciones por año, con los adultos en vuelo en marzo, junio y de agosto a octubre.
Los adultos son muy aficionados a las frutas más maduras, como albaricoque, melocotón y mango. Ambos sexos se sienten atraídos por las flores de Buddleja.

## Galería

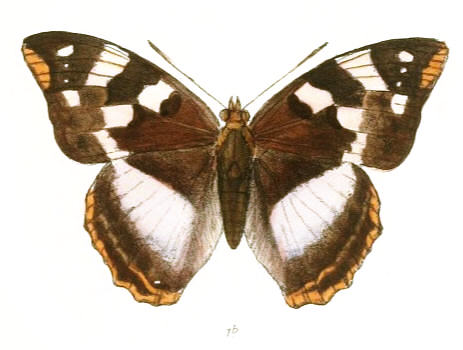
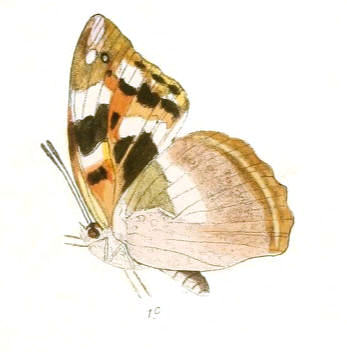
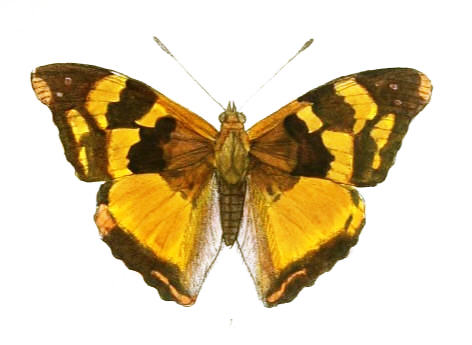